# Wonder (film)
Pour les articles homonymes, voir Wonder.
Cet article concerne le film de Stephen Chbosky. Pour le roman de R. J. Palacio, voir  Wonder.
Série
White Bird: A Wonder Story
(2024)
Pour plus de détails, voir Fiche technique et Distribution.
Wonder, ou Merveilleux au Québec, est un film dramatique américain coécrit et réalisé par Stephen Chbosky, sorti en 2017. Il s’agit de l’adaptation du roman éponyme de R. J. Palacio (2012).
Le film suit August « Auggie » Pullman (Jacob Tremblay) qui est un garçon né avec une malformation faciale appelée le syndrome de Treacher Collins qui l'a empêché jusqu'à présent d'aller normalement à l'école du fait des nombreuses opérations chirurgicales qu'il a subies pendant son enfance. Et c'est sa mère qui a assuré un enseignement à la maison. Enfant intelligent et passionné par les sciences, il se prépare à intégrer sa première année de middle school (équivalent à la fin de l'école primaire) dans une école privée de son quartier, Beecher Prep. Avec l'aide de ses parents (Julia Roberts et Owen Wilson) et de sa sœur (Izabela Vidovic), il  doit surmonter moqueries, mises à l'écart et méchancetés d'autres élèves, mais réussira à se faire accepter. Il obtient la médaille de l’école pour avoir tenue jusqu’à au bout.
Un spin-off, White Bird: A Wonder Story, sortira en 2022.

## Synopsis
Le film adopte principalement le point de vue du petit August « Auggie » Pullman (Jacob Tremblay), un garçon de 10 ans présentant une malformation faciale, mais adopte ponctuellement le point de vue de trois autres personnages : sa très aimante sœur Olivia « Via » (Izabela Vidovic), Miranda (Danielle Rose Russell), la meilleure amie de cette dernière, et Jack (Noah Jupe), qui deviendra l'ami d'Auggie.
Après 27 opérations chirurgicales, Auggie s'apprête à faire sa première entrée à l'école, sa mère Isabel (Julia Roberts) ne pouvant plus assurer son éducation à la maison. Auggie et sa famille appréhendent grandement ce moment, craignant que les autres élèves ne stigmatisent Auggie à cause de sa malformation faciale, en dépit du soutien du principal de l'école, Mr Tushman (Fessman dans la version française) (Mandy Patinkin), dont le nom l'a autrefois soumis aux moqueries à l'école. Peu avant la rentrée, Isabel emmène Auggie visiter l'école en compagnie de trois autres élèves : si Julian (Bryce Geishar) se montre désagréable, Charlotte (Elle McKinnon) et surtout Jack se montrent plus amicaux.
Le premier jour est difficile pour les deux enfants Pullman. Comme c'était à craindre, Auggie a dû subir des moqueries à cause de son physique et retourne à la maison les larmes aux yeux, tandis qu'au lycée, Olivia voit sa meilleure amie Miranda s'éloigner mystérieusement d'elle. Miranda expliquera plus tard qu'elle a travaillé dans un camp d'été pendant les vacances et que, se sentant délaissée par ses parents, elle s'est inventée une vie en prétendant avoir celle de Via, et a dû s'éloigner de cette dernière pour ne pas avoir à assumer les conséquences de son mensonge. Via rencontre toutefois Justin (Nadji Peter), un autre élève dont elle tombe amoureuse. La vie à l'école finit par s'améliorer pour Auggie, qui se lie d'amitié avec Jack pour le plus grand bonheur de ses parents, soulagés de voir que leur fils s'intègre.
Cependant, lors de la soirée d'Halloween, Auggie entend Jack parler de lui à la bande de Julian, affirmant que son amitié pour le petit garçon est feinte et qu'il se suiciderait s'il avait à vivre avec le même visage. Effondré, Auggie se précipite chez lui, le cœur brisé. Sa sœur Via, bien que contrariée que les malheurs d'Auggie la privent d'une journée avec sa mère, le réconforte, partageant sa tristesse de ne plus avoir sa meilleure amie avec elle. Les deux enfants Pullman sortent ensuite récolter ensemble des bonbons. Grâce à Via, Auggie accepte de continuer à aller à l'école mais décide de ne plus parler à Jack, qui ne comprend pas ce qu'il se passe car il ne sait pas qu'Auggie l'a entendu. Un passage au point de vue de Jack permet de comprendre que ce dernier souhaite réellement être ami avec Auggie, qu'il trouve extraordinaire. La solitude d'Auggie ne dure pas longtemps : il se lie d'amitié avec une autre élève de sa classe, Summer (Millie Davis (en)).
Souffrant toujours de la fin brutale de son amitié avec Auggie, Jack demande de l'aide à Summer. Avec son aide, il comprend qu'Auggie l'a entendu alors qu'il tenait des propos méchants à son sujet. Dévasté, Jack décide de se faire pardonner et insiste pour être avec Auggie pour le projet de sciences de fin d'année. Lorsque Julian critique cette décision et traite Auggie de « monstre », Jack le frappe. Il craint d'être exclu de l'école mais Mr Tushman, comprenant que Jack a agi par amitié, ne le suspend que deux jours. Plus tard, Jack et Auggie finissent par se réconcilier pleinement via le jeu Minecraft.
Une dispute éclate toutefois au sein de la famille Pullman : les parents ont appris que Via allait jouer dans la pièce de fin d'année, chose dont elle ne leur a jamais parlé. Auggie pense que Via a caché cette information car elle ne veut pas que ses amis le voient tandis que Via accuse ses parents d'avoir manqué d'attention envers elle. La dispute est toutefois interrompue car Daisy, la chienne de la famille, est très malade et doit être emmenée chez le vétérinaire. Pendant l'attente, Via dit à Auggie qu'elle veut qu'il vienne voir sa pièce. Lorsqu'Isabel revient, c'est sans Daisy : la chienne a dû être euthanasiée. Malgré cette lourde perte, la famille Pullman se réconcilie. Au lycée, Miranda décide de laisser le premier rôle de la pièce de fin d'année à Via, qui livre une brillante performance et reçoit une standing ovation de la part de la salle, notamment de ses parents et de son petit frère. Via retrouve ainsi sa meilleure amie. La fin de l'année approche, Auggie et Jack remportent le premier prix de la fête de la science grâce à leur camera obscura et Julian est suspendu pendant deux jours et privé de la sortie en réserve naturelle après que l'équipe enseignante a découvert de multiples dessins et messages insultants envers Auggie, déposés dans le casier ou sur le bureau de ce dernier. Les parents de Julian sont indignés, affirmant que leur fils fait des cauchemars à cause de l'apparence d'Auggie et que ce dernier ne devrait pas être montré aux enfants si jeune, mais Mr Tushman rétorque qu'Auggie ne peut changer son physique pour eux, alors qu'eux peuvent changer leur regard sur lui.
Lors de la sortie en réserve naturelle, Auggie et Jack sont pris à partie par un groupe d'élèves plus âgés d'un autre établissement. Auggie s'interpose courageusement entre Jack et leurs agresseurs avant de recevoir le renfort d'Amos (Ty Consiglio (pt)) et d'autres élèves qui autrefois martyrisaient Auggie. Tous parviennent à prendre la fuite et reconnaissent le courage d'Auggie, qui est ému aux larmes de s'être fait des amis. De retour pour la cérémonie de remise des diplômes, Auggie remercie sa mère pour l'avoir inscrit à l'école et lui avoir permis de se lier d'amitié avec d'autres personnes. Mr Tushman décerne à Auggie la médaille de l'école pour son comportement exemplaire en dépit des difficultés qu'il a rencontrées. Incrédule sous les applaudissements nourris de la salle, Auggie se fait la réflexion que personne n'est réellement ordinaire si l'on se donne la peine de s'intéresser suffisamment aux autres. Il salue la foule, heureux d'être reconnu comme ce qu'il est d'après sa mère : une merveille.

## Fiche technique
- Titre original et français : Wonder
- Titre québécois : Merveilleux
- Réalisation : Stephen Chbosky
- Scénario : Stephen Chbosky, Steven Conrad et Jack Thorne, d'après le roman Wonder de R.J. Palacio (2012)
- Direction artistique : Kalina Ivanov
- Décors : Kendelle Elliott et Brad Goss
- Lieux de tournage : Colombie-Britannique, Canada
- Costumes : Monique Prudhomme
- Photographie : Don Burgess
- Montage : Mark Livolsi (en)
- Musique : Marcelo Zarvos (en)
- Production : Michael Beugg, Dan Clark, David Hoberman et Todd Lieberman
- Sociétés de production : Lionsgate, Mandeville Films, Participant Media, Walden Media et TIF Films
- Société de distribution : Metropolitan FilmExport
- Pays d’origine :  États-Unis
- Langue originale : anglais
- Format : couleur
- Genre : drame
- Durée : 113 minutes
- Dates de sortie :
  - États-Unis : 14 novembre 2017 (avant-première à Los Angeles) ; 17 novembre 2017 (sortie nationale)
  - Canada : 17 novembre 2017
  - France : 20 décembre 2017

## Distribution
- Julia Roberts (VF : Céline Monsarrat ; VQ : Mélanie Laberge) : Isabel Pullman
- Owen Wilson (VF : Lionel Tua ; VQ : Antoine Durand) : Nate Pullman
- Jacob Tremblay (VF : Aloïs Agaësse ; VQ : Matis Ross) : August « Auggie » Pullman
- Izabela Vidovic (en) (VF : Rebecca Benhamour ; VQ : Laetitia Isambert-Denis) : Olivia « Via » Pullman
- Noah Jupe (VF : Jean-Stan DuPac ; VQ : Frédéric Larose) : Jack Will, le meilleur ami d'August
- Danielle Rose Russell (VF : Camille Timmerman) : Miranda, la meilleure amie de Via
- Nadji Jeter (VF : Diouc Koma) : Justin
- Mandy Patinkin (VF : Philippe Duchesnay ; VQ : Manuel Tadros) : M. Tushman
- Millie Davis (en) (VF : Pénélope Siclay) : Summer
- Sônia Braga : la mère d'Isabel
- Ali Liebert (VF : Anne Plantey) : Mme Petosa
- Elle McKinnon (VQ : Estelle Fournier) : Charlotte
- Bryce Gheisar (VF : Matt Mouredon ; VQ : Adam Moussamih) : Julian
- Crystal Lowe : la mère de Julian
- Steve Bacic (VF : Hervé Caffin) : le père de Julian
- Emma Tremblay (en) : Michelle
- Daveed Diggs (VF : Jean-Baptiste Anoumon ; VQ : Iannicko N'Doua) : M. Browne, le professeur d'anglais
- Kyle Harrison Breitkopf (VF : Camille De La Rue) : Miles
- William Dickinson : Eddie
- James Hugues : Henry
- Ty Consiglio (pt) (VQ : André Kasper) : Amos

Photos des acteurs
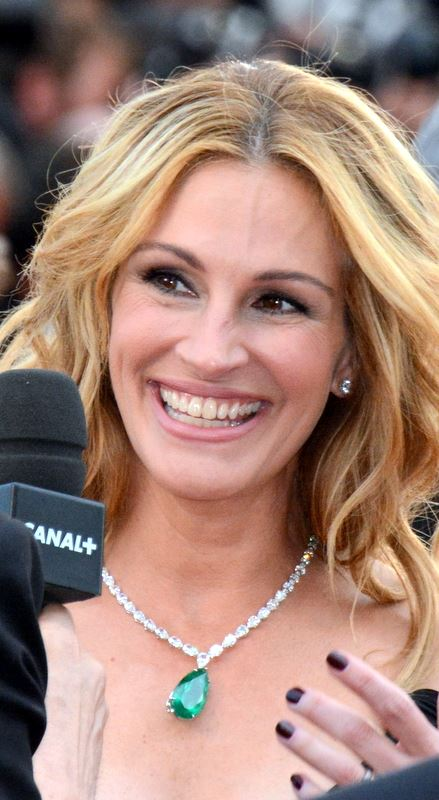
Julia Roberts dans le rôle d'Isabel Pullman.
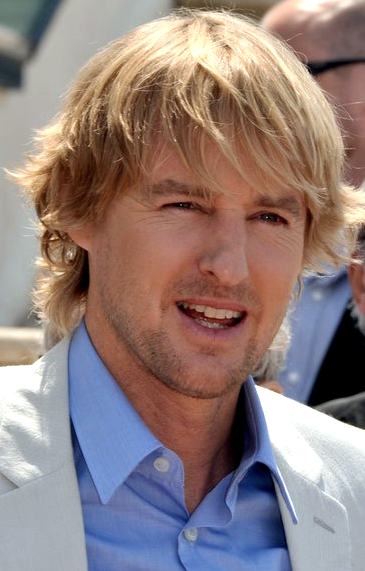
Owen Wilson dans le rôle de Nate Pullman.
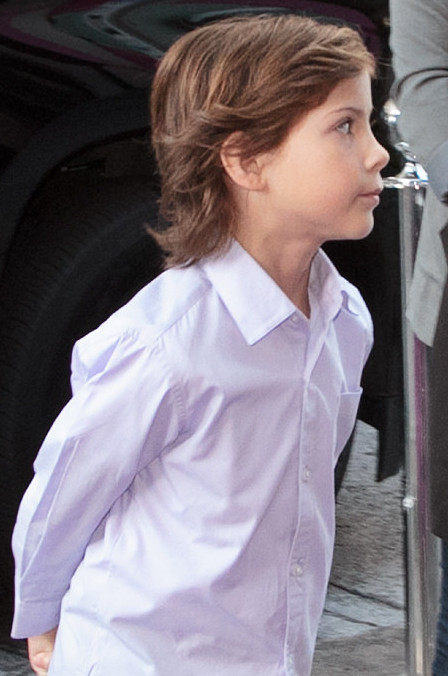
Jacob Tremblay dans le rôle d'August Pullman.
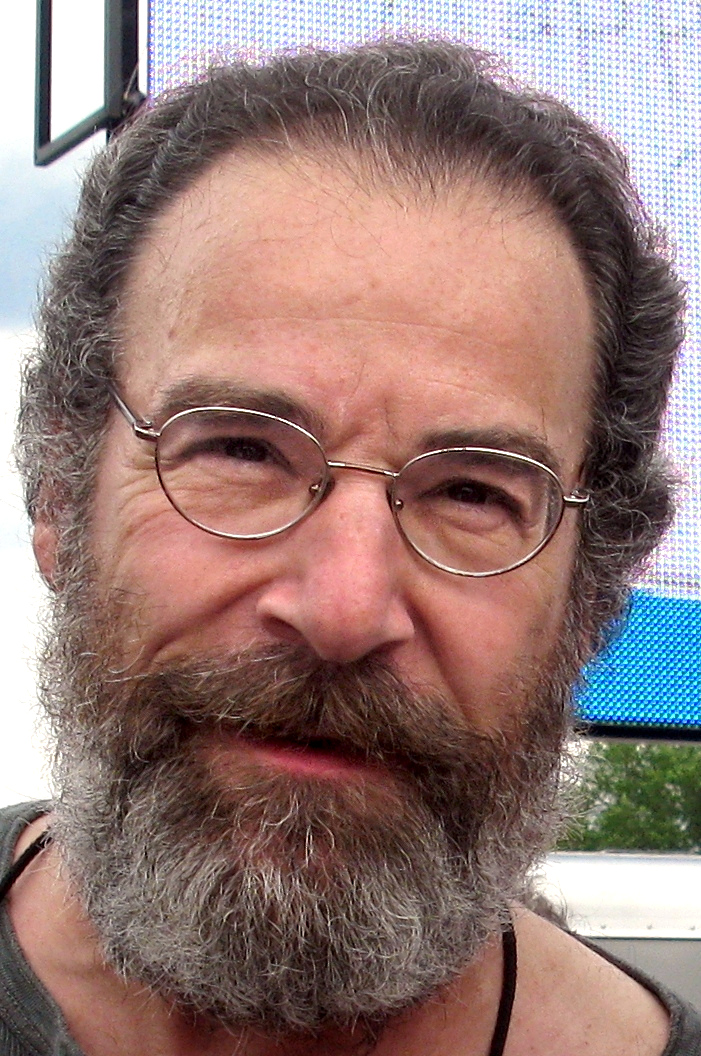
Mandy Patinkin dans le rôle de Mr. Tushman.
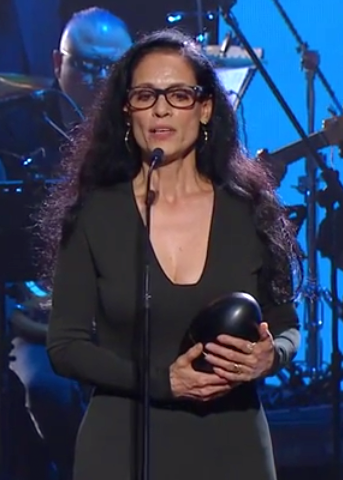
Sonia Braga dans le rôle de la mère d'Isabel.

## Box Office
Aux États-Unis, le film débuta au numéro deux pour son premier week-end avec 27 547 866 $, derrière Justice League, en deuxième semaine, Wonder réalisa plus de 22,6 millions de dollars, toujours derrière Justice League. Lors de sa troisième semaine, les entrées en salles américaine réaliseront 12,14 millions de dollars, une baisse de 46,4 %. À la suite de 15 semaines d'exploitation aux États-Unis, le film réalisa plus de 132,3 millions de dollars.
| Pays ou région       | Box-office      | Date d'arrêt du box-office | Nombre de semaines |
| -------------------- | --------------- | -------------------------- | ------------------ |
| États-Unis et Canada | 132 329 356 $   | 23 novembre 2017           | 15                 |
| France               | 316 824 entrées | 31 octobre 2017            | 5                  |
| Monde                | 294 100 000 $   | 23 novembre 2017           | -                  |

## Distinctions
Nominations :
- 2018 : 20e cérémonie des Teen Choice Awards :
  - Meilleur film dramatique
  - Meilleur acteur dramatique pour Jacob Tremblay
  - Meilleure actrice dramatique pour Julia Roberts

## Analyse

### Différences entre le livre et le film
Bien que reprenant la majeure partie des éléments du roman dont il est adapté, le film présente quelques écarts avec l’œuvre originale :
- Le film ne présente que les points de vue d'Auggie, de Via, de Jack et de Miranda. En plus de ces personnages, le roman décrit également les points de vue de Justin, le petit ami de Via, et de Summer, une amie d'Auggie.
- Dans le roman, Summer se lie d'amitié avec Auggie dès le premier jour d'école. Dans le film, elle ne l'approche qu'après qu'Auggie s'est éloigné de Jack.
- L'idée que les autres élèves puissent avoir la « peste » s'ils touchent Auggie est bien plus présente dans le roman qu'elle ne l'est dans le film.
- Dans le roman, Via n'a effectivement pas envie qu'Auggie vienne voir sa pièce, ce qui attriste Auggie. Dans le film, si Auggie pense la même chose, Via ne fait jamais part elle-même de cette idée.
- Dans le film, Justin ne manifeste aucun tic.
- Dans le livre, Auggie n'a que des trous à la place des oreilles.